# A Bite of China
A Bite of China (xinés simplificat: 舌尖上的中国, pinyin: Shéjiān shàng de Zhōngguó, traducció literal: Xina a la punta de la llengua, traducció de l'anglés: Un mos de la Xina) és una sèrie documental per a televisió que repassa la història del menjar i la cuina a la Xina. El seu director fou Chen Xiaoqing, el narrador, Li Lihong i la música original va ser composta per Roc Chen.
Tot i ser un programa de cuina, destaca per l'ús de llenguatges inèdits a la televisió xinesa fins a la data, més propis dels documentals de la BBC. Al programa, la cuina és una excusa per a viatjar per la geografia de la Xina i conéixer la història de la seua gent i costums.
Es va estrenar el 14 de maig de 2012 pel primer canal de la China Central Television i prompte es va convertir en un programa amb molta audiència. La sèrie estava formada per set documentals, que es van començar a filmar el març de 2011, i presentaven la història de tot tipus de menjars en més de seixanta llocs de la Xina continental, Hong Kong i Taiwan. El documental també s'ha considerat com una ferramenta per a donar a conéixer la cultura del menjar de la Xina. Alguns cuiners famosos com Shen Hongfei i Chua Lam van assessorar el projecte.
La segona temporada també estava formada per set episodis, i es va emetre del 18 d'abril al 6 de juny de 2014. La tercera temporada s'emeté del 19 al 26 de febrer 2018, durant les vacances del Festival de la Primavera.

## Recepció
A Bite of China va atraure grans quantitats d'espectadors en la seua estrena per CCTV-1, amb audiències estimades de 100 milions d'espectadors. També té un índex d'aprovació global de 91% en Douban. Oliver Thring de The Guardian, va considerar que era el millor programa de televisió sobre menjar que mai havia vist, arribant-se a preguntar si no seria el millor mai fet sobre la matèria.
Se'l considera com el programa sobre cuina més reeixit de la televisió mundial, i s'ha emés al festival de Cannes. Segons Michael Keane, el programa demostra que no hi existeix cap contradicció entre comercialització i els documentals de qualitat.